# Tourismus in der Türkei
Der Tourismus in der Türkei bildet einen der wichtigsten Sektoren der türkischen Wirtschaft. Insgesamt beschäftigt er 3,2 Millionen Arbeitskräfte und damit einen Zehntel aller Beschäftigten. 2024 erreichte die Anzahl der Besucher einen Rekordwert von 62 Millionen Menschen, davon waren knapp 10 Millionen Auslandstürken auf Heimatbesuch und der Rest waren Ausländer. 2023 lag die Türkei in der Rangliste der meistbesuchten Länder auf dem fünften Platz und Istanbul lag im selben Jahre auf Platz eins der meistbesuchten Städte. Die Einnahmen aus dem internationalen Tourismus lagen bei über 60 Milliarden US-Dollar (2024) und waren damit ein sehr wichtiger Divisenbringer für die türkische Volkswirtschaft. Der Sektor hat einen Anteil von 12 Prozent an dem gesamten Bruttonationaleinkommen, wenn der Binnentourismus eingerechnet wird. Das Land verfügt über eine gut ausgebaute touristische Infrastruktur in Kombination mit zahlreichen Sehenswürdigkeiten. In der Türkei gab es insgesamt 20.991 Beherbergungsbetriebe mit über 941.000 Zimmern und fast 2 Millionen Betten zum Jahresende 2023.

## Grundlagen

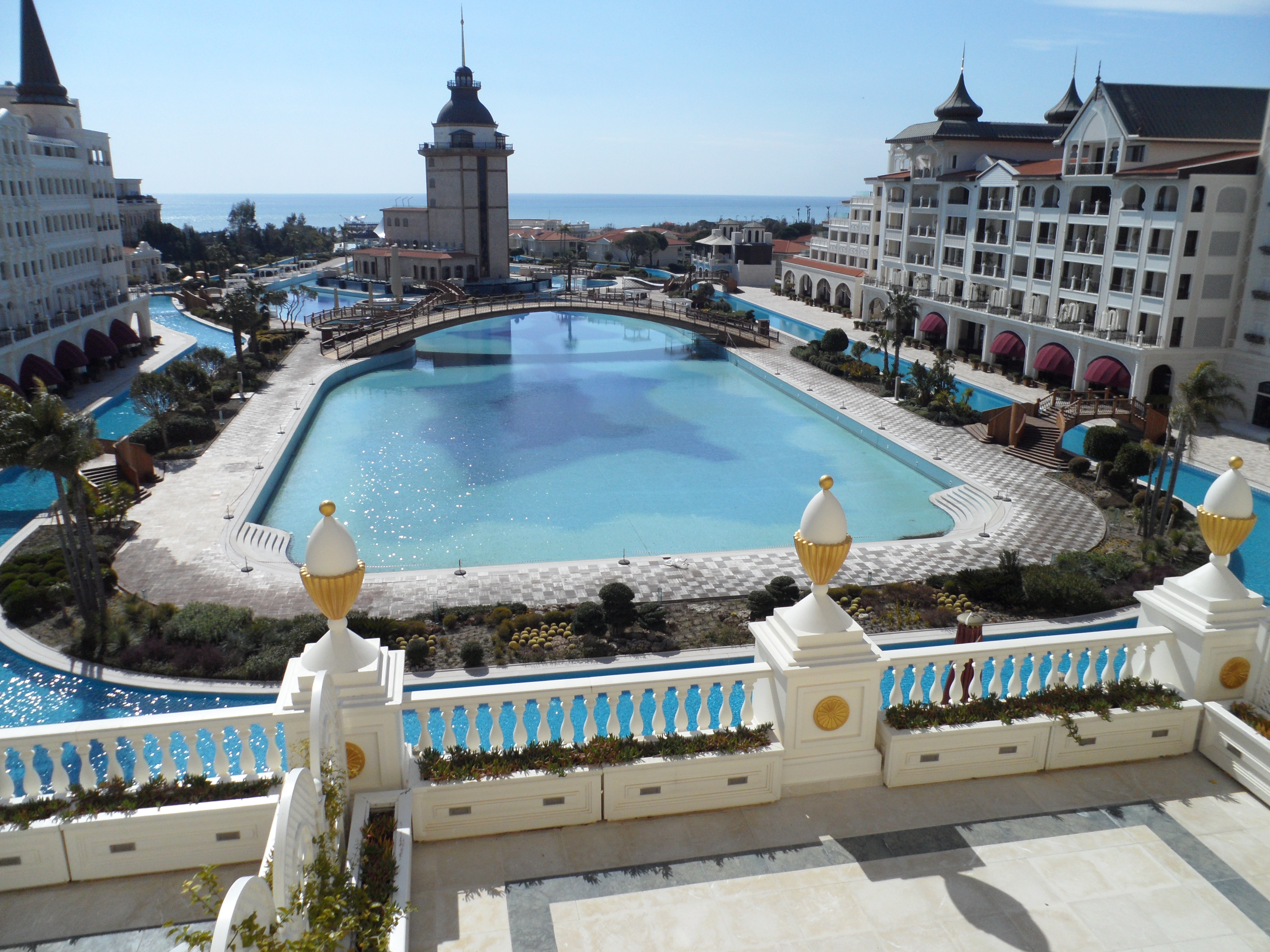
Hotelanlage in Antalya

Die Türkei verfügt über ein außergewöhnliches touristisches Potenzial. Aufgrund ihrer geografischen Lage an der Schnittstelle von Europa und Asien und der Ausdehnung über verschiedene Klimazonen bietet sie vielseitige Landschaften und Reisemöglichkeiten. Das Land hat eine über 7000 km lange Küstenlinie am Mittelmeer, der Ägäis und am Schwarzen Meer, mit unzähligen Stränden und Badeorten in mediterranem Klima. Gleichzeitig ist die Türkei reich an kulturellem Erbe: Zahlreiche Zivilisationen – von Hethitern, Phrygern, Lykiern und antiken Griechen über Römer und Byzantiner bis zu den Seldschuken und Osmanen – haben im heutigen Staatsgebiet ihre Spuren hinterlassen. Dies spiegelt sich in einem beeindruckenden kulturellen Reichtum mit Tempeln, Theatern, Kirchen, Moscheen und anderen historischen Bauwerken aus nahezu allen Epochen wider. So gab es 21 Welterbestätten in der Türkei (mit 79 auf der Tentativliste) im Jahr 2025, womit die Türkei einen der vorderen Plätze in Asien einnimmt.
Die touristische Infrastruktur der Türkei ist im 21. Jahrhundert gut ausgebaut. Internationale Flughäfen verbinden die wichtigsten Destinationen – allen voran Istanbul, ⁣⁣mit einem der weltweit größten Drehkreuze, sowie Antalya, İzmir, Ankara und andere Städte – direkt mit Europa, dem Nahen Osten und Asien. Die türkische Fluggesellschaft Turkish Airlines (ein nationales Prestigeprojekt) bedient mehr Länder als jede andere Airline und trägt so wesentlich zur guten Anbindung des Landes bei. In allen größeren Ferienregionen gibt es ein dichtes Netz an Hotels, Ferienanlagen und Gastgewerbebetrieben, vom einfachen Gästehaus bis zu Fünf-Sterne-All-Inclusive-Resorts. Viele Küstenorte (z. B. Alanya, Bodrum, Marmaris oder Kuşadası) wurden gezielt als Urlaubsziele entwickelt. Daneben existiert eine moderne touristische Dienstleistungsinfrastruktur mit Reiseveranstaltern, Gesundheits- und Wellnesseinrichtungen, Yachthäfen sowie Kongresszentren – Istanbul und Antalya zählen etwa zu den führenden Kongressstandorten weltweit.
Die Tourismusförderung wird in erster Linie vom Kultur- und Tourismusministerium koordiniert. Bereits 1963 richtete die Türkei ein eigenes Tourismusministerium ein, um Planung, Entwicklung und Vermarktung des Sektors zu steuern. Heute vermarktet insbesondere die 2019 gegründete Türkische Agentur für Tourismusförderung und -Entwicklung (TGA) das Reiseland Türkei im In- und Ausland. Nationale Strategien wie die Tourismusstrategie 2023 zielen darauf ab, die touristische Infrastruktur nachhaltig zu verbessern, neue Marktsegmente (z. B. Gesundheits-, Golf-, oder Ökotourismus) zu erschließen und die Aufenthaltsdauer sowie Pro-Kopf-Ausgaben der Besucher zu erhöhen. Mit Qualitätssiegeln und Programmen wie dem „Zertifikat für sicheren Tourismus“ (eingeführt 2020 während der COVID-19-Pandemie) wird zudem versucht, internationale Standards zu erfüllen und das Vertrauen der Reisenden zu stärken.

## Geschichte
Die Entwicklung des türkischen Tourismussektors lässt sich bis auf die Frühphase des modernen Tourismus im 19. Jahrhundert zurückverfolgen, denn aufgrund seiner zahlreichen antiken Stätten übte Anatolien große Anziehungskraft auf das wohlhabende Bürgertum Europas auf. Bereits in der zweiten Hälfte des 19. Jahrhunderts kamen erste ausländische Reisende ins Land – ein bekanntes Beispiel ist die erstmalige Ankunft des Orient-Express im Jahr 1883 in Konstantinopel, was den Zugang europäischer Touristen zum Osmanischen Reich erleichterte. Während der letzten Osmanischen Jahrzehnte und der frühen Republikzeit blieb der Fremdenverkehr jedoch auf Individualreisende, Forscher und Pilger begrenzt. Ab 1934 begann der junge türkische Staat, den Tourismus planmäßig zu entwickeln und zu lenken. Im Jahr 1943 wurde ein staatliches Tourismusdirektorat gegründet, das erste koordinierte Maßnahmen ergriff. In den 1950er- und 1960er-Jahren dominierte zunächst der Binnentourismus, doch allmählich entdeckten auch internationale Besucher das Land für sich.
Ein entscheidender Wendepunkt war die Einrichtung eines eigenständigen Tourismusministeriums im Jahr 1963, begleitet von langfristigen Entwicklungsplänen. In den 1970er-Jahren flossen Tourismusziele verstärkt in die staatlichen Fünfjahrespläne ein. So konzentrierte sich der dritte Fünfjahresplan (1973–1977) ausdrücklich auf den Aufbau eines internationalen Massentourismus – mit Werbekampagnen und Investitionsanreizen (Subventionen), um ausländische Gäste ins Land zu holen. Dennoch blieben die Erfolge zunächst begrenzt, u. a. aufgrund wirtschaftlicher Krisen (z. B. Inflation und Währungskrise der 1970er), politischer Instabilität und Defiziten bei der Infrastruktur. Erst ein wirtschaftspolitischer Kurswechsel Anfang der 1980er-Jahre schuf die Grundlage für einen Tourismusboom: In den 1980er Jahren öffnete sich die Türkei außenwirtschaftlich stärker für ausländische Investitionen. Besonders wichtig wurde das Tourismusförderungsgesetz von 1982, das als Geburtsstunde des modernen Massentourismus in der Türkei gilt. Dieses Gesetz schuf die raumplanerischen und volkswirtschaftlichen Rahmenbedingungen, um internationale Großinvestitionen in Ferienanlagen, Hotels und Infrastruktur – vornehmlich an den Mittelmeer- und Ägäisküsten – zu ermöglichen. In der Folge kam es ab Mitte der 1980er-Jahre zu einem Bauboom in den Küstenregionen, der allerdings mancherorts auch unkontrollierte Bebauung und Umweltprobleme mit sich brachte. Gleichzeitig wurde das Geschehen von nun an von der Privatwirtschaft dominiert, der Staat blieb aber durch Infrastrukturprojekte und Standortförderung weiterhin ein wichtiger Akteur.
Die Strategie zahlte sich aus: Zwischen 1989 und 1998 stieg die Zahl der ausländischen Touristen von etwa 4,46 Millionen auf 9,75 Millionen pro Jahr an und mit Einnahmen in Höhe von 7 Milliarden US-Dollar war der Tourismus Ende der 1990er Jahre zu einem wichtigen Devisenbringer geworden. Das Land etablierte sich international als preisgünstiges und attraktives Reiseziel für Badeurlaub, Kulturreisen und Städte-Trips. In den frühen 2000er Jahren begann die Türkei dank des Wachstums der globalen Mittelschicht neben Westeuropäern zunehmend auch Reisende aus Osteuropa, dem arabischen Raum und Fernost anzuziehen. Die Türkei zählte gegen Ende der 2000er-Jahre bereits zu den zehn meistbesuchten Ländern weltweit. Allerdings erlitt der Tourismus auch Rückschläge durch politische Ereignisse und Sicherheitskrisen. Anschläge auf Touristenziele (etwa 2015/16 in Istanbul) und die innenpolitisch turbulente Lage nach dem Putschversuch 2016 führten zeitweise zu einem deutlichen Besucherrückgang. So sank 2016 die Zahl internationaler Gäste im Vergleich zum Vorjahr drastisch, erholte sich jedoch ab 2017 rasch wieder. Einen beispiellosen Einbruch brachte dann die COVID-19-Pandemie: Im Jahr 2020 empfing das Land nur noch rund 16 Millionen Touristen – ein Rückgang um etwa zwei Drittel gegenüber dem Vorjahr. 2022 waren die Besucherzahlen jedoch bereits wieder auf dem Vorkrisenniveau und erreichten 2023 und 2024 neue Rekordwerte.

## Medizintourismus
Ein wachsender Zweig des Tourismus in der Türkei ist der Medizintourismus, wobei die Türkei als globales Zentrum gilt. Häufig durchgeführte medizinische Eingriffe sind Haartransplantationen, Nasenkorrekturen, Zahnheilkunde, bariatrische Chirurgie, Gesäßvergrößerung, Mammaplastik und Mastopexie, die jedes Jahr Tausende von ausländischen Touristen anlocken. Im Jahr 2023 wurden die Einnahmen aus dem Medizintourismus mit 2,1 Milliarden Euro angegeben, wobei 1,4 Millionen Menschen aus dem Ausland medizinische Leistungen in Anspruch nahmen. Die relativ günstige Behandlung in Kombination mit der guten Erreichbarkeit der Türkei wurden als Gründe für diesen Trend ausgemacht.

## Statistik

### Zahl der Ankünfte
Die folgende Tabelle zeigt die Anzahl der Touristenankünfte in der Türkei:
| Jahr | Ankünfte  |
| ---- | --------- |
| 1963 | 198.000   |
| 1964 | 229.000   |
| 1965 | 361.000   |
| 1966 | 449.000   |
| 1967 | 574.000   |
| 1968 | 602.000   |
| 1969 | 694.000   |
| 1970 | 724.000   |
| 1971 | 926.000   |
| 1972 | 1.034.000 |

| Jahr | Ankünfte  |
| ---- | --------- |
| 1973 | 1.341.000 |
| 1974 | 1.110.000 |
| 1975 | 1.540.000 |
| 1976 | 1.675.000 |
| 1977 | 1.661.000 |
| 1978 | 1.644.000 |
| 1979 | 1.523.000 |
| 1980 | 1.288.000 |
| 1981 | 1.405.000 |
| 1982 | 1.391.000 |

| Jahr | Ankünfte  |
| ---- | --------- |
| 1983 | 1.625.000 |
| 1984 | 2.117.000 |
| 1985 | 2.614.000 |
| 1986 | 2.391.000 |
| 1987 | 2.855.000 |
| 1988 | 4.172.000 |
| 1989 | 4.459.000 |
| 1990 | 5.389.000 |
| 1991 | 5.517.000 |
| 1992 | 7.076.000 |

| Jahr | Ankünfte   |
| ---- | ---------- |
| 1993 | 6.500.000  |
| 1994 | 6.670.000  |
| 1995 | 7.726.000  |
| 1996 | 8.614.000  |
| 1997 | 9.689.000  |
| 1998 | 9.752.000  |
| 1999 | 7.464.000  |
| 2000 | 10.412.000 |
| 2001 | 11.569.000 |
| 2002 | 13.247.000 |

| Jahr | Ankünfte   |
| ---- | ---------- |
| 2003 | 14.030.000 |
| 2004 | 17.517.000 |
| 2005 | 21.124.000 |
| 2006 | 19.820.000 |
| 2007 | 23.341.000 |
| 2008 | 26.337.000 |
| 2009 | 27.077.000 |
| 2010 | 32.977.000 |
| 2011 | 36.769.000 |
| 2012 | 37.715.000 |

| Jahr | Ankünfte   |
| ---- | ---------- |
| 2013 | 39.861.000 |
| 2014 | 41.627.000 |
| 2015 | 41.114.000 |
| 2016 | 30.807.000 |
| 2017 | 37.970.000 |
| 2018 | 46.113.000 |
| 2019 | 51.747.000 |
| 2020 | 15.971.000 |
| 2021 | 29.925.000 |
| 2022 | 50.453.000 |

| Jahr | Ankünfte   |
| ---- | ---------- |
| 2023 | 55.159.000 |
| 2024 | 62.270.000 |

### Herkunftsländer
Die Top 25-Herkunftsländer von Touristen sind:
| Land                         | 2024       | 2023       | 2022       | 2021       | 2020       | 2019       | 2018       |
| ---------------------------- | ---------- | ---------- | ---------- | ---------- | ---------- | ---------- | ---------- |
| Russland                     | 6.710.198  | 6.313.675  | 5.232.611  | 4.694.422  | 2.128.758  | 7.017.657  | 5.964.631  |
| Deutschland                  | 6.620.612  | 6.193.259  | 5.679.194  | 3.085.215  | 1.118.932  | 5.027.472  | 4.512.360  |
| Vereinigtes Königreich       | 4.433.782  | 3.800.922  | 3.370.739  | 392.746    | 820.709    | 2.562.064  | 2.254.871  |
| Iran                         | 3.277.852  | 2.504.494  | 2.331.076  | 9.618      | 385.762    | 2.102.890  | 2.001.744  |
| Bulgarien                    | 2.918.581  | 2.893.092  | 2.882.512  | 1.402.795  | 1.242.961  | 2.713.464  | 2.386.885  |
| Polen                        | 1.866.986  | 1.539.123  | 1.135.903  | 585.076    | 145.908    | 880.839    | 646.365    |
| Georgien                     | 1.466.189  | 1.633.978  | 1.514.813  | 291.852    | 410.501    | 1.995.254  | 2.069.392  |
| Vereinigte Staaten           | 1.442.191  | 1.334.337  | 1.013.478  | 371.759    | 148.937    | 578.074    | 448.327    |
| Niederlande                  | 1.303.262  | 1.232.220  | 1.244.756  | 645.601    | 271.526    | 1.117.290  | 1.013.642  |
| Rumänien                     | 1.173.358  | 990.005    | 886.555    | 496.178    | 269.076    | 763.320    | 641.484    |
| Frankreich                   | 1.088.380  | 1.031.824  | 986.090    | 621.493    | 311.708    | 875.957    | 731.379    |
| Irak                         | 968.834    | 1.051.721  | 1.208.895  | 836.624    | 387.587    | 1.374.896  | 1.172.896  |
| Aserbaidschan                | 956.178    | 855.445    | 683.834    | 470.618    | 236.797    | 901.723    | 858.506    |
| Ukraine                      | 941.614    | 839.729    | 675.467    | 2.060.008  | 997.652    | 1.547.996  | 1.386.934  |
| Saudi-Arabien                | 869.453    | 820.683    | 497.914    | 10.083     | 67.490     | 564.816    | 747.233    |
| Kasachstan                   | 863.542    | 826.319    | 712.136    | 366.076    | 137.213    | 455.724    | 426.916    |
| Italien                      | 719.668    | 602.176    | 420.661    | 116.806    | 72.619     | 377.011    | 284.195    |
| Griechenland                 | 707.133    | 686.480    | 569.795    | 157.723    | 136.305    | 836.882    | 686.891    |
| Belgien                      | 625.263    | 596.355    | 596.173    | 339.529    | 138.729    | 557.435    | 511.559    |
| Usbekistan                   | 569.818    | 470.644    | 416.673    | 272.604    | 102.598    | 252.138    | 241.235    |
| Österreich                   | 548.794    | 496.482    | 454.638    | 284.095    | 112.126    | 401.475    | 353.628    |
| Tschechien                   | 410.280    | 384.158    | 295.454    | 89.734     | 15.642     | 311.359    | 228.251    |
| Volksrepublik China          | 409.733    | 248.119    | 89.515     | 33.641     | 40.264     | 426.344    | 394.109    |
| Schweiz                      | 406.357    | 390.044    | 382.835    | 219.591    | 127.643    | 311.107    | 269.649    |
| Schweden                     | 397.201    | 364.984    | 415.696    | 192.872    | 93.703     | 444.285    | 384.397    |
| Gesamt (ohne Auslandstürken) | 52.629.283 | 49.209.180 | 44.564.395 | 24.712.266 | 12.734.213 | 51.747.198 | 46.112.592 |

### Meistbesuchte Provinzen
Die Top 10-Provinzen mit den meisten ausländischen Touristenankünften waren:
| Rang | Provinz    | Touristenankünfte (2023) |
| ---- | ---------- | ------------------------ |
| 1    | Istanbul   | 17.370.030               |
| 2    | Antalya    | 14.749.811               |
| 3    | Edirne     | 4.715.580                |
| 4    | Muğla      | 3.325.492                |
| 5    | Artvin     | 1.830.295                |
| 6    | Izmir      | 1.491.803                |
| 7    | Kırklareli | 657.587                  |
| 8    | Ankara     | 638.785                  |
| 9    | Van        | 555 424                  |
| 10   | Şırnak     | 520.578                  |

## Sehenswürdigkeiten

### UNESCO-Welterbestätten
Die Türkei beherbergt (Stand 2025) 21 UNESCO-Welterbestätten – 19 kulturelle und 2 gemischte Kultur- und Naturerbestätten. Dazu zählen im Einzelnen (in der Reihenfolge ihrer Aufnahme):
- Archäologische Stätte von Troja – Ruinen der legendären bronzezeitlichen Stadt Troja in der Provinz Çanakkale.
- Bursa und Cumalıkızık: Wiege des Osmanischen Reiches – Bauwerke und Dorfanlagen aus dem 14. Jh., die die erste osmanische Hauptstadt Bursa und ihr Umland repräsentieren
- Historische Stadt Safranbolu – hervorragend erhaltenes osmanisches Stadtbild (Karavanserei-Stopp auf der Seidenstraße) in Nordanatolien.
- Festungsstadt Diyarbakır und die Hevsel-Gärten – spätantike bis osmanische Stadtmauern und Kulturlandschaft am Tigris im Südosten; eine der längsten Stadtbefestigungen der Welt.
- Ephesos – Ausgrabungsstätte einer bedeutenden antiken griechisch-römischen Metropole in der Ägäisregion (inklusive Artemis-Tempel, Bibliothek, Theater u. a.).
- Große Moschee und Krankenhaus von Divriği – Meisterwerk seldschukischer Architektur (13. Jh.) in Ostanatolien mit reich verzierten Portalen
- Hattuscha – Ruinen der hethitischen Hauptstadt (2. Jt. v. Chr.) in Zentralanatolien, bekannt für monumentale Stadttore (Löwentor, Königstor) und Felsreliefs
- Historische Gebiete von Istanbul – Altstadtbereiche der Metropole am Bosporus mit Bauwerken aus byzantinischer und osmanischer Zeit (Hagia Sophia, Topkapı-Palast, Sultanahmet-Moschee, Theodosianische Landmauer u. a.)
- Nemrut Dağı – Hier ließ König Antiochos I. (1. Jh. v. Chr.) ein Hierothesion mit kolossalen Statuenköpfen errichten, hoch in den Taurusbergen Südostanatoliens
- Neolithische Siedlung Çatalhöyük – archäologische Stätte (7. Jt. v. Chr.) in Anatolien mit gut erhaltenen Lehmhaus-Strukturen, Wandmalereien und Befunden früher Agrargesellschaft
- Pergamon und seine vielschichtige Kulturlandschaft – antike Stadt in der Provinz İzmir, einstiges hellenistisches und römisches Zentrum mit Akropolis, Theater, Tempeln und Heiligtümern
- Selimiye-Moschee und Sozialkomplex (Edirne) – monumentale Moschee des 16. Jh. (Architekt Sinan) mit vier Minaretten und umgebenden Gebäudeensemble (Külliye) in der früheren osmanischen Hauptstadt Adrianopel
- Xanthos-Letoon – Ruinen zweier antiker Städte in Lykien (Südwestküste), wichtigste Ausgrabungsstätten der lykischen Kultur mit Inschriften und Tempeln
- Göreme-Nationalpark und Felsenkirchen von Kappadokien – bizarre Tuffsteinlandschaft mit “Feenkaminen”, Höhlenkirchen und unterirdischen Städten; einzigartiges Beispiel für die Symbiose von Natur und Kultur
- Hierapolis-Pamukkale – Römische Kurstadt Hierapolis in Phrygien und die angrenzenden weißen Sinterterrassen von Pamukkale (“Baumwollschloss”) in der Provinz Denizli
- Ruinenstadt Ani – mittelalterliche armenische Hauptstadt (“Stadt der 1001 Kirchen”) im Osten der Türkei an der Grenze zu Armenien
- Aphrodisias – Ausgrabungsstätte einer griechisch-römischen Stadt in Karien (Südwestanatolien), berühmt für ihre Marmorskulpturen und den Tempel der Aphrodite
- Göbekli Tepe – ältester bislang bekannter Kulttempel der Menschheit (ca. 9600 v. Chr.) nahe Şanlıurfa, mit monumentalen T-förmigen Pfeilern; bahnbrechender Fund zum Neolithikum
- Archäologische Stätte Arslantepe – Siedlungshügel bei Malatya mit Schichten vom Chalkolithikum bis in die Hethiterzeit; Fundort der ältesten Schwerter der Welt (ca. 3000 v. Chr.)
- Gordion – Ruinen der phrygischen Königsstadt (Heimat des König Midas) nahe Ankara; bekannt durch den Mythos des Gordischen Knotens
- Holzsäulenmoscheen des mittelalterlichen Anatolien – serielles Welterbe von fünf seldschukischen Holzsäulen-Moscheen aus dem 13./14. Jh. in verschiedenen Provinzen; bemerkenswert durch ihre einzigartige Konstruktion und Ornamentik

### Sonstige Sehenswürdigkeiten
Neben den UNESCO-Stätten verfügt die Türkei über zahlreiche weitere Attraktionen, die Jahr für Jahr Millionen Touristen anziehen. Küsten und Strände gehören zu den Hauptanziehungspunkten: Die Türkische Riviera rund um Antalya und die Ägäisküste (von der Halbinsel Çeşme über Kuşadası bis zur lykischen Küste bei Fethiye) sind international für ihre Badeorte bekannt. Beliebte Ferienzentren wie Antalya, Side, Alanya, Belek, Bodrum, Marmaris oder Çeşme bieten sonniges Klima, breite Sandstrände, Wassersportmöglichkeiten und ein reges Nachtleben. Aber auch die Türkische Schwarzmeerküste mit ihren grünen Berghängen (z. B. Trabzon, Rize) zieht Naturliebhaber und Erholungssuchende an, während die Marmara-Küste (nahe Istanbul) Ausflugsstrände für die Metropolbevölkerung bereithält.
Die großen Städte der Türkei sind selbst bedeutende Reiseziele. Allen voran steht Istanbul, die einzige Metropole auf zwei Kontinenten, die mit ihrer Mischung aus historischem Erbe und moderner Großstadt eine der am meisten besuchten Städte der Welt ist. Ebenfalls touristisch bedeutsam ist Antalya, das nicht nur als Badeort fungiert, sondern mit seiner verwinkelten Altstadt (Kaleiçi), dem römischen Hadrianstor und dem Archäologischen Museum kulturelle Highlights bietet. İzmir punktet mit mediterranem Lebensgefühl an der Seepromenade, dem nahegelegenen antiken Ephesos und der Weinregion Urla. Die Hauptstadt Ankara ist zwar primär Verwaltungszentrum, zieht aber mit dem Museum für anatolische Zivilisationen  sowie dem Atatürk-Mausoleum interessierte Besucher an. Daneben haben Städte wie Konya (Pilgerziel wegen des Mevlana-Mausoleums des Dichters Rumi), Şanlıurfa (Balıklıgöl-Teich und Nähe zu Göbekli Tepe) oder Gaziantep (mit de Zeugma-Mosaikmuseum) ihren festen Platz in vielen Rundreisen.
Es gibt 48 Nationalparks in der Türkei, mit einer Fläche von mehr als 8800 km², die vielfältige Ökosysteme vom Gebirge bis zur Küste unter Schutz stellen. Als Touristenziel sehr beliebt Kappadokien in Zentralanatolien, wo Hunderte Heißluftballons täglich in den Himmel steigen. Die Thermalquelle Pamukkale mit ihren weißen Sinterterrassen ist ein weiteres Naturwunder.
Die Türkei verfügt über zahlreiche bedeutende religiöse Stätten. Neben unzähligen Moscheen gehören dazu auch das griechisch-orthodoxe Felsenkoster Sümela (Mariä-Himmelfahrt-Kloster) hoch oben in den Pontus-Bergen bei Trabzon und das Haus der Mutter Maria nahe Ephesos, das jährlich von vielen Christen besucht wird.

### Galerie

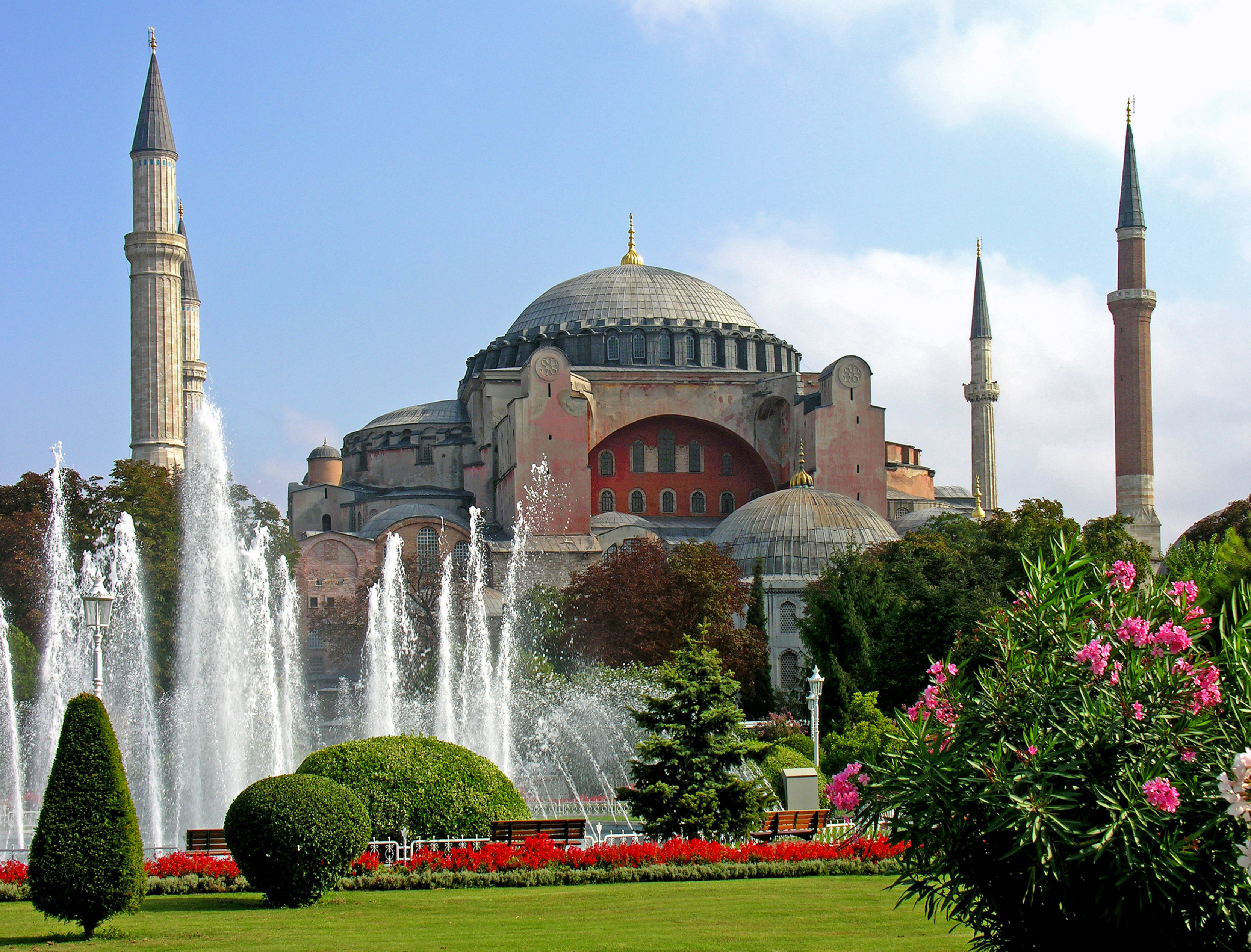
Hagia Sophia in Istanbul
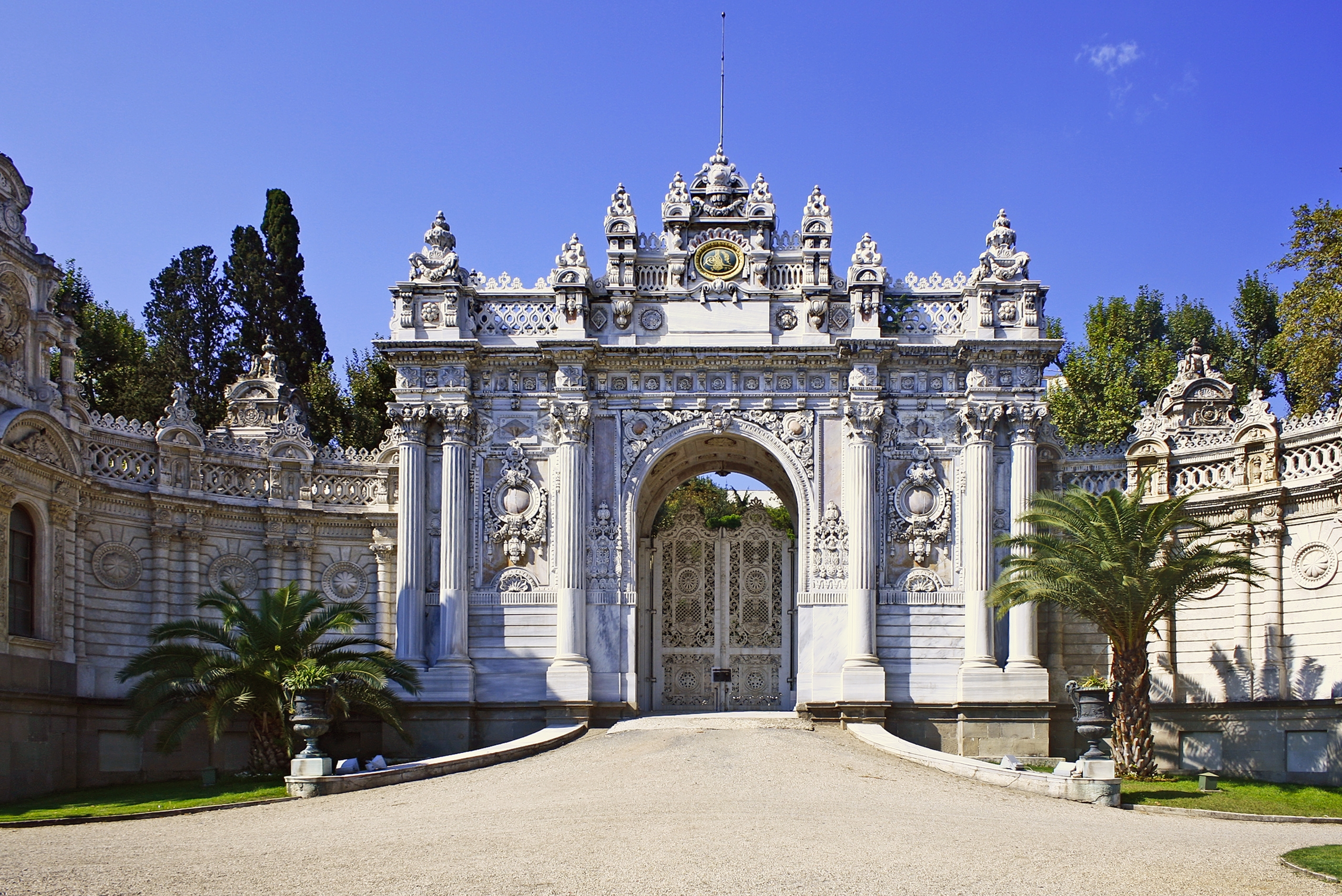
Dolmabahçe-Palast in Istanbul
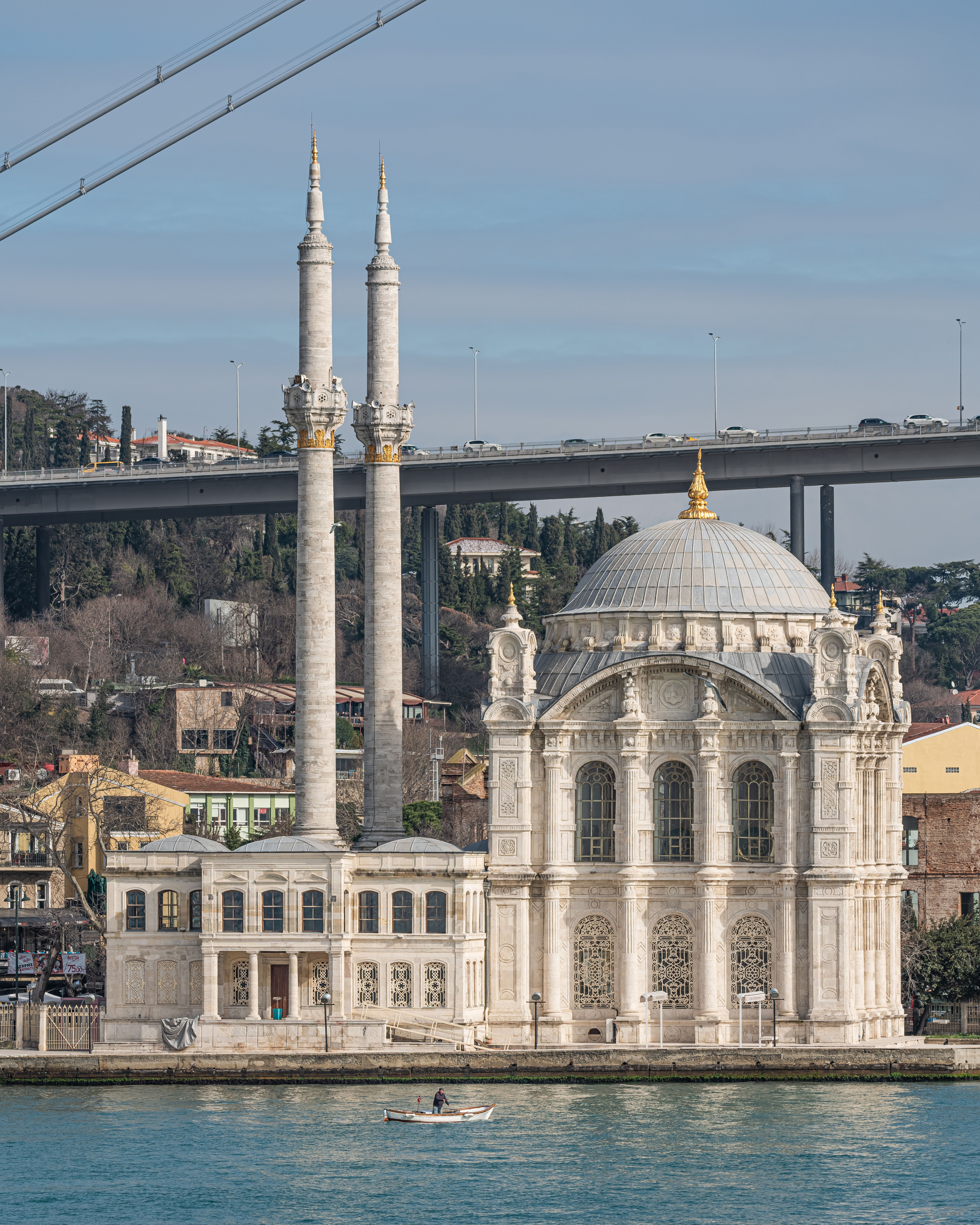
Ortaköy-Moschee und die Bosporus-Brücke
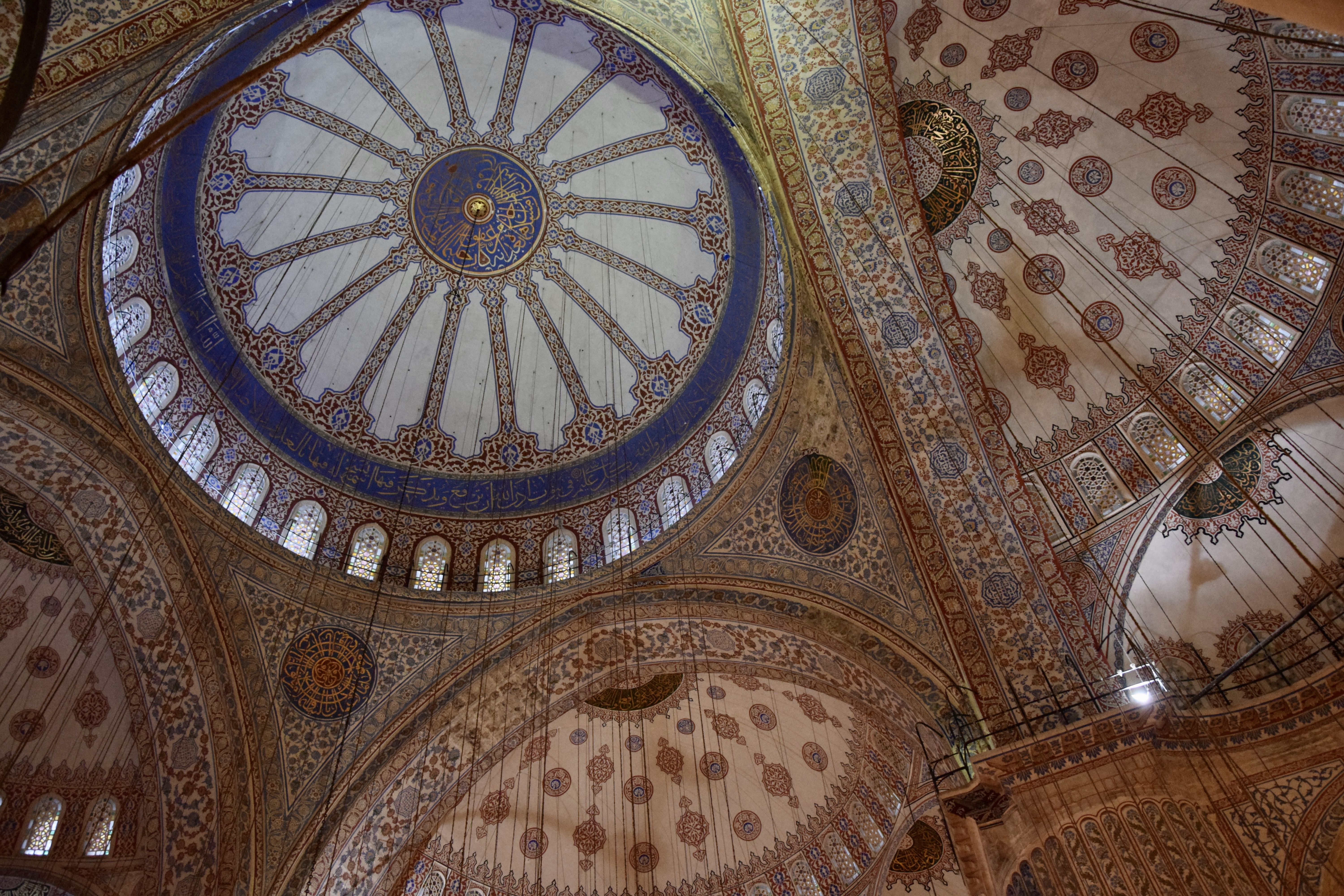
Innenansicht der Blauen Moschee
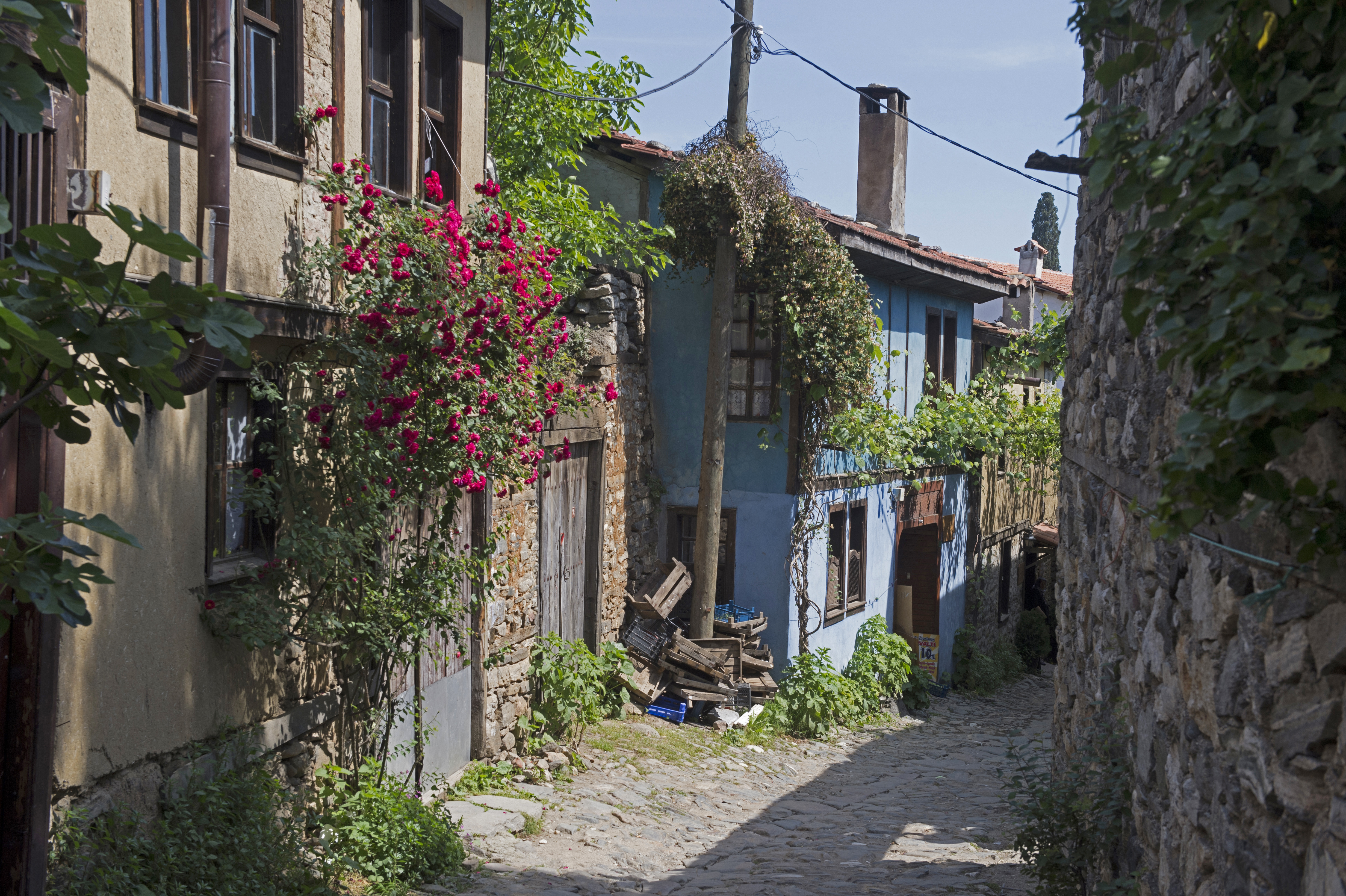
Altstadt von Cumalıkızık, Bursa
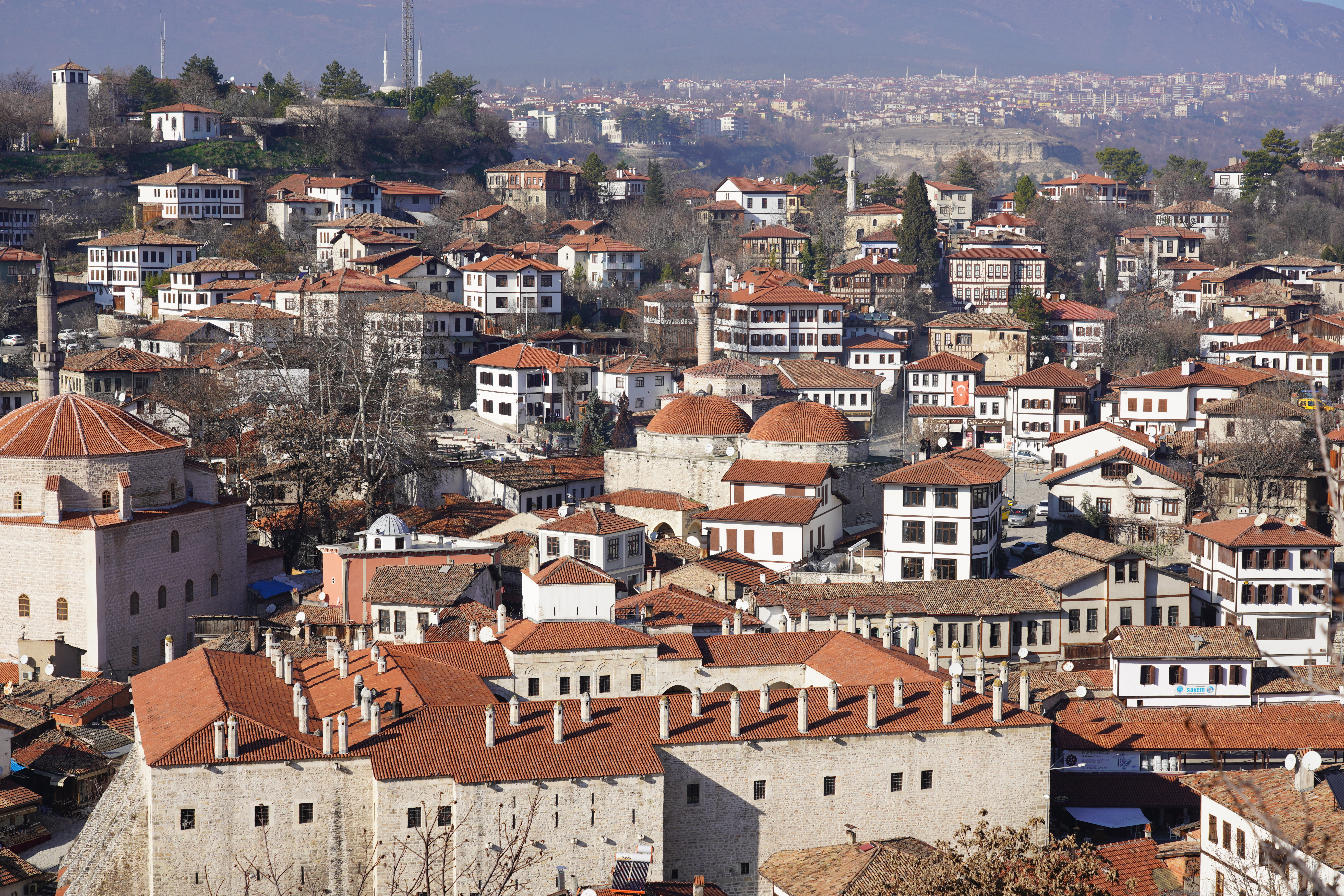
Safranbolu
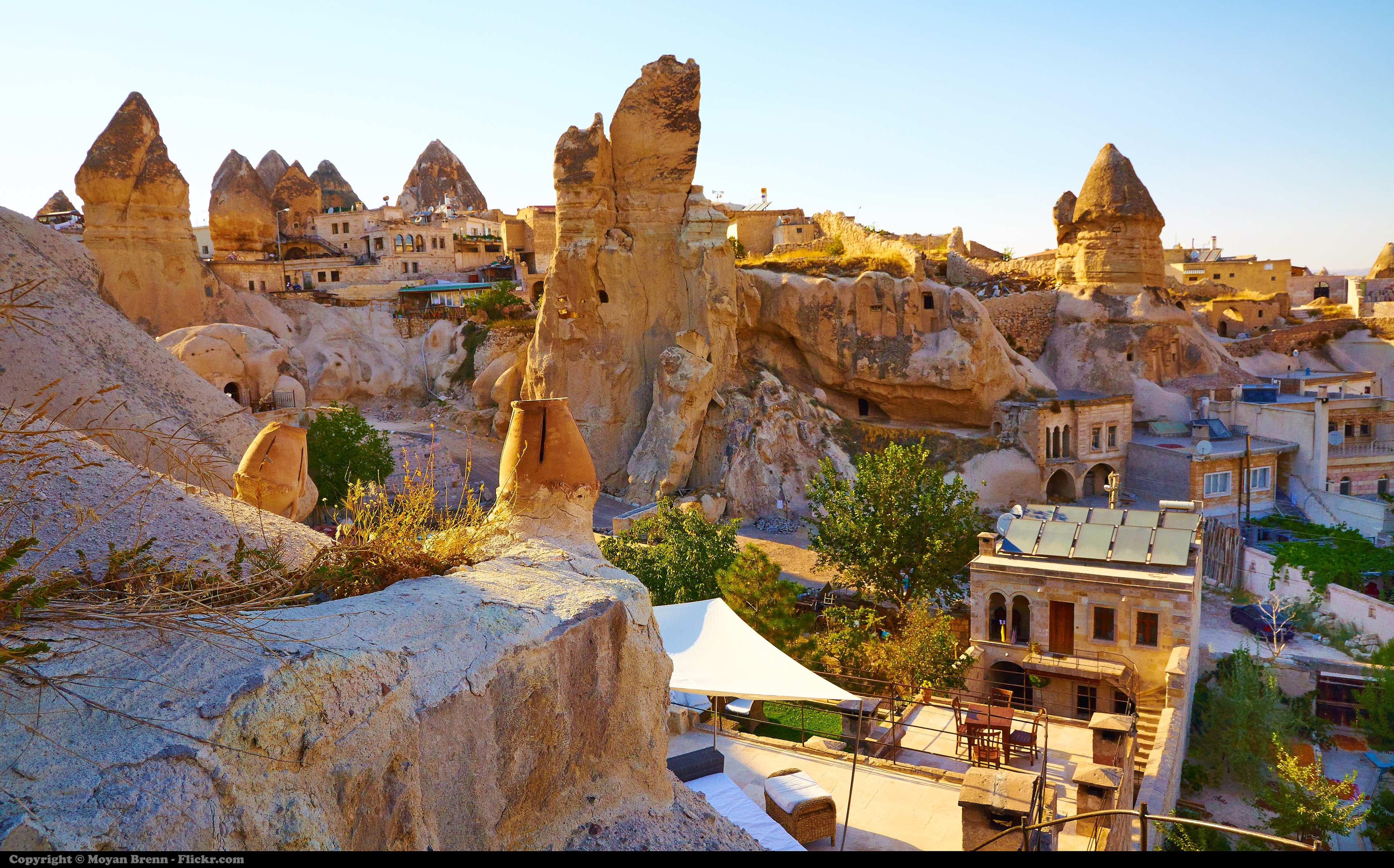
Göreme, Nevşehir
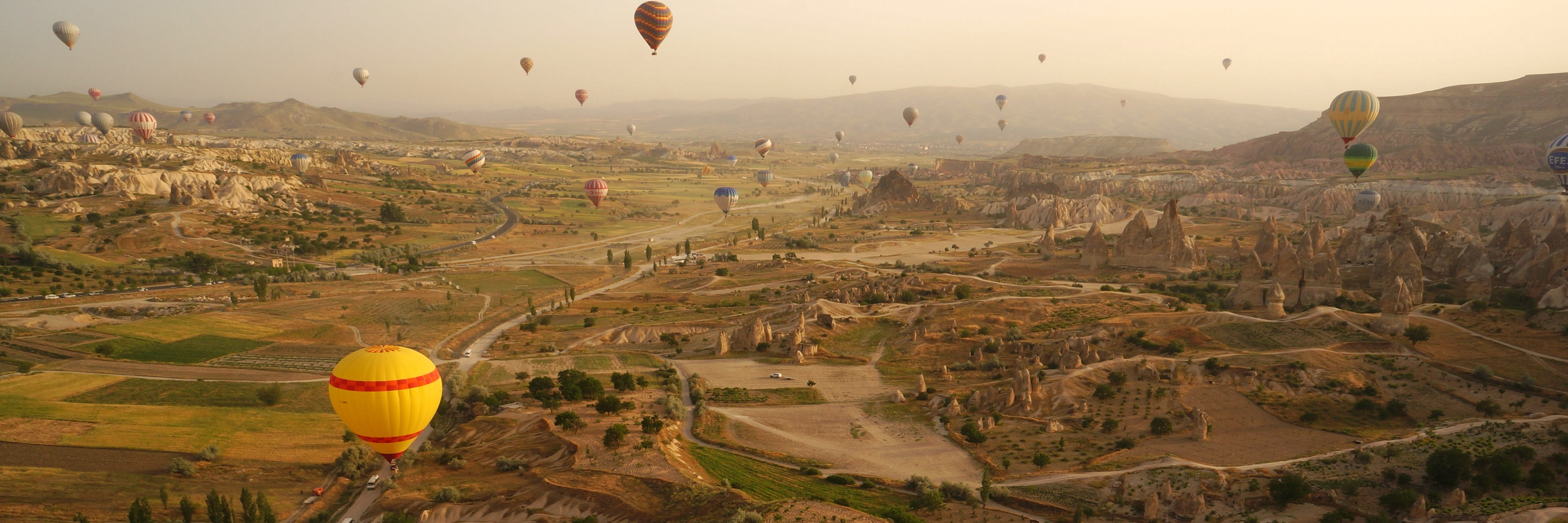
Kappadokien
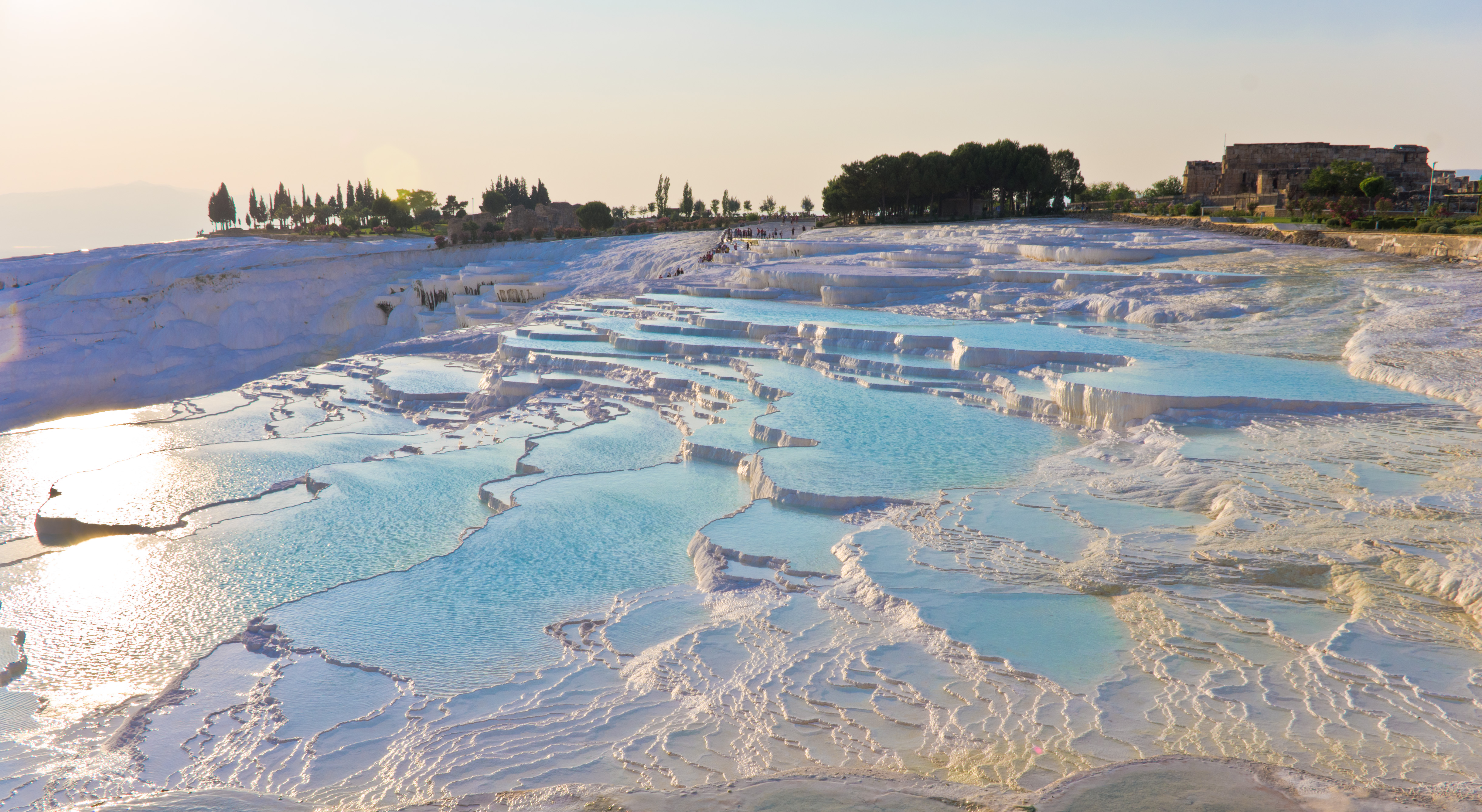
Pamukkale
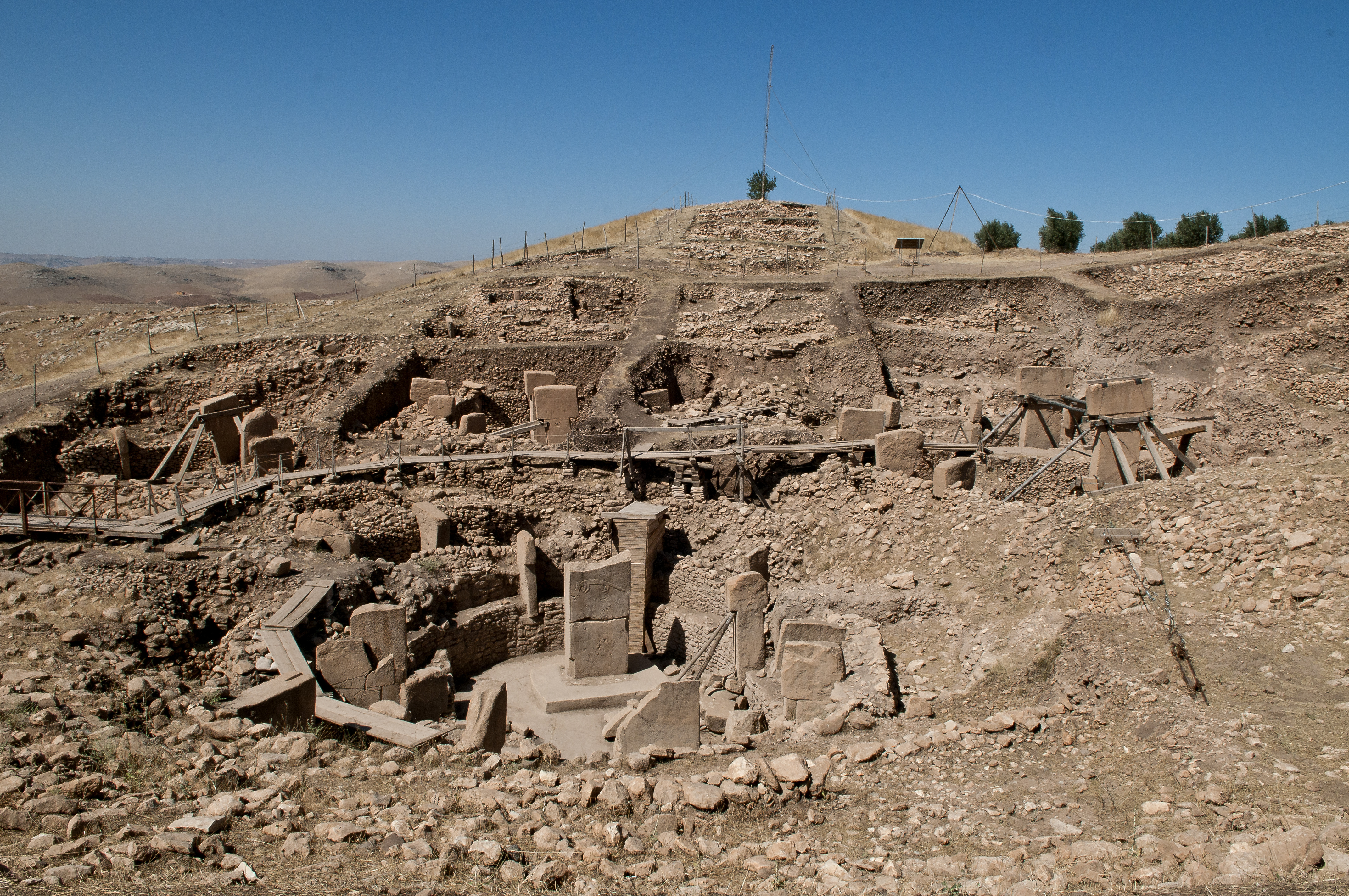
Göbekli Tepe
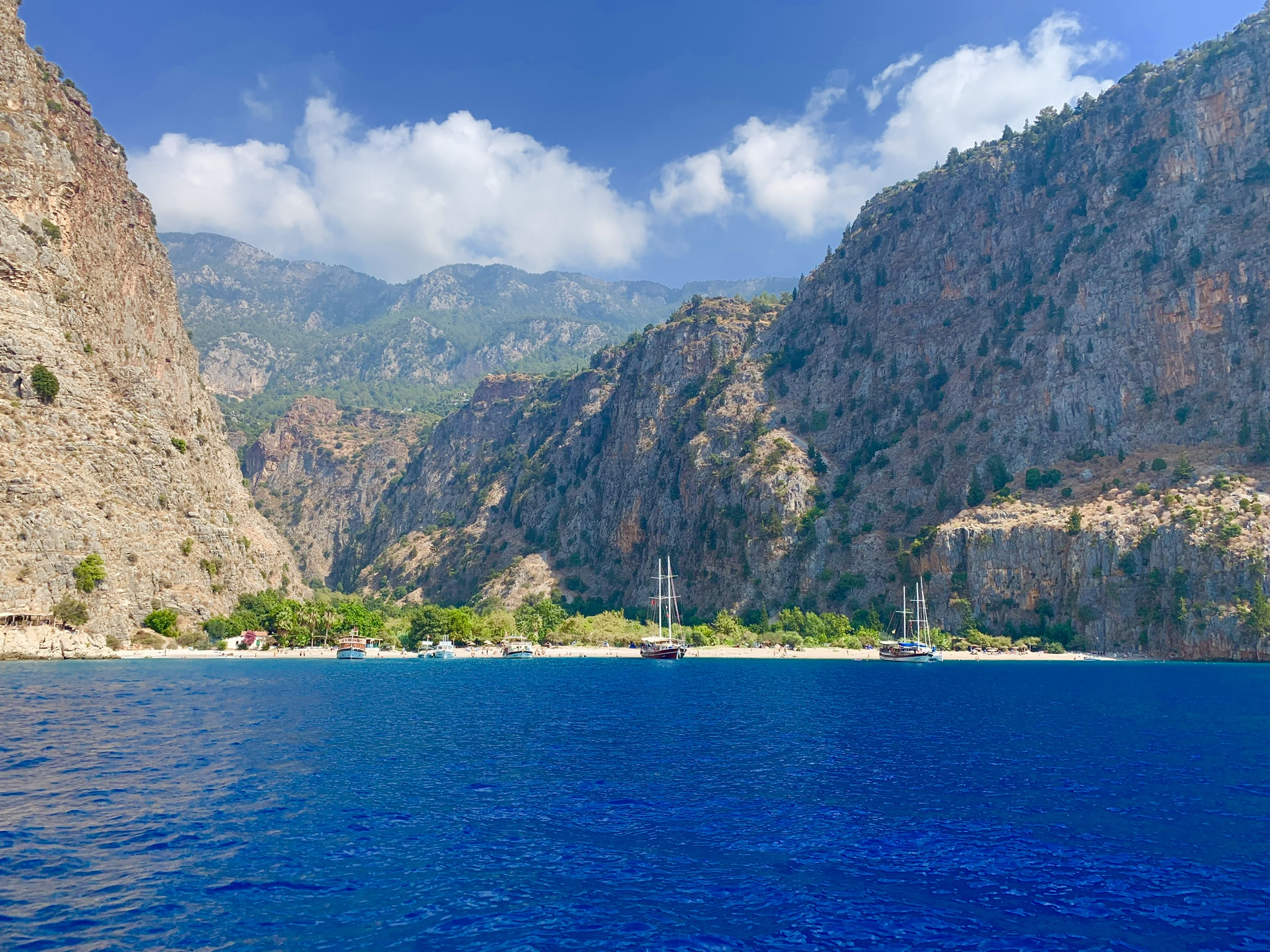
Schmetterlingsbucht, Muğla
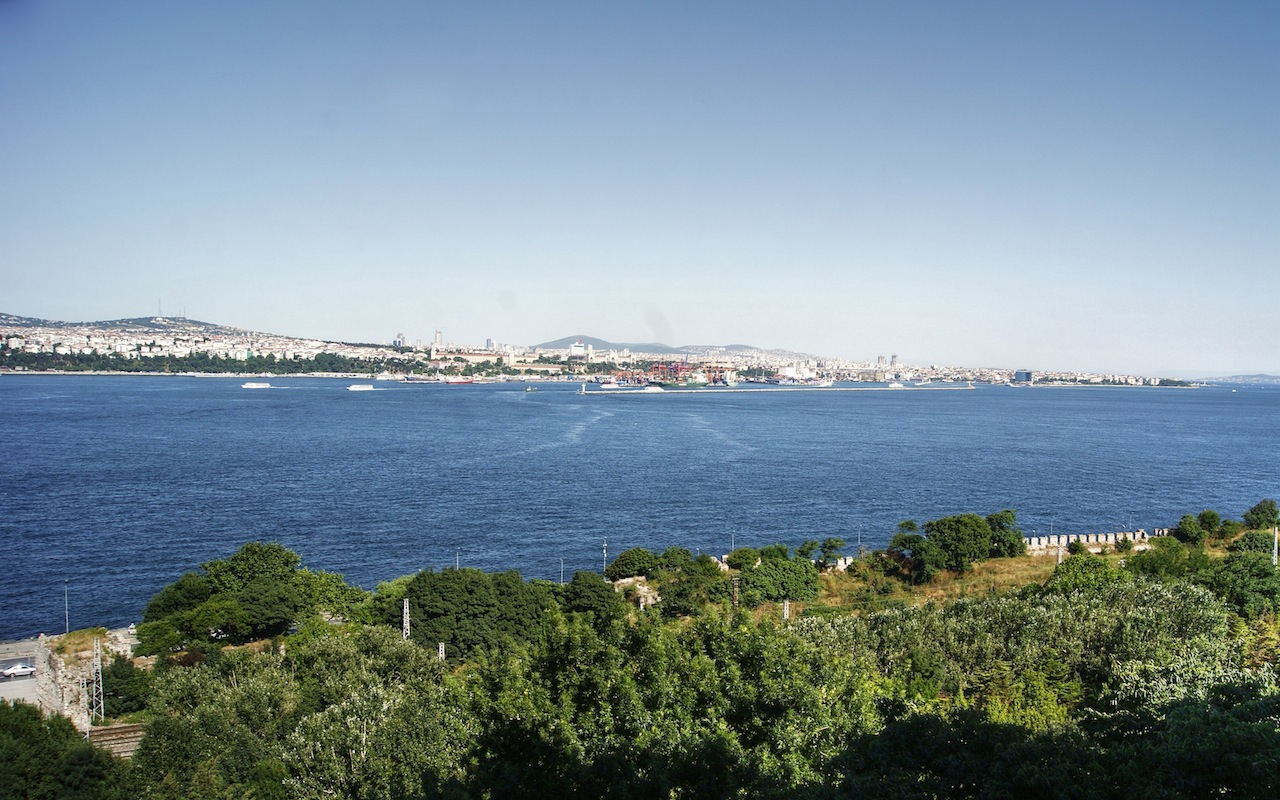
Marmarasee
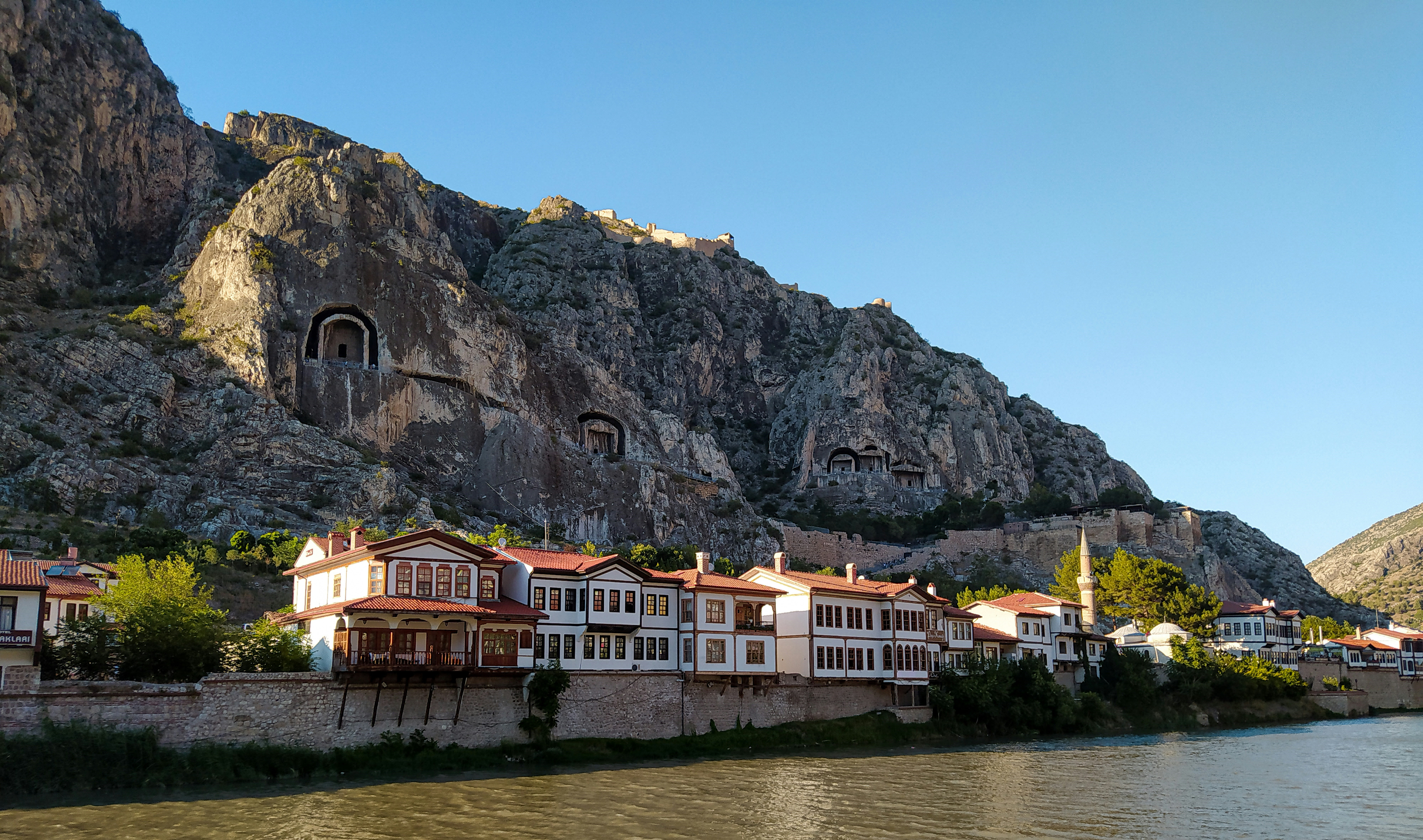
Amasya
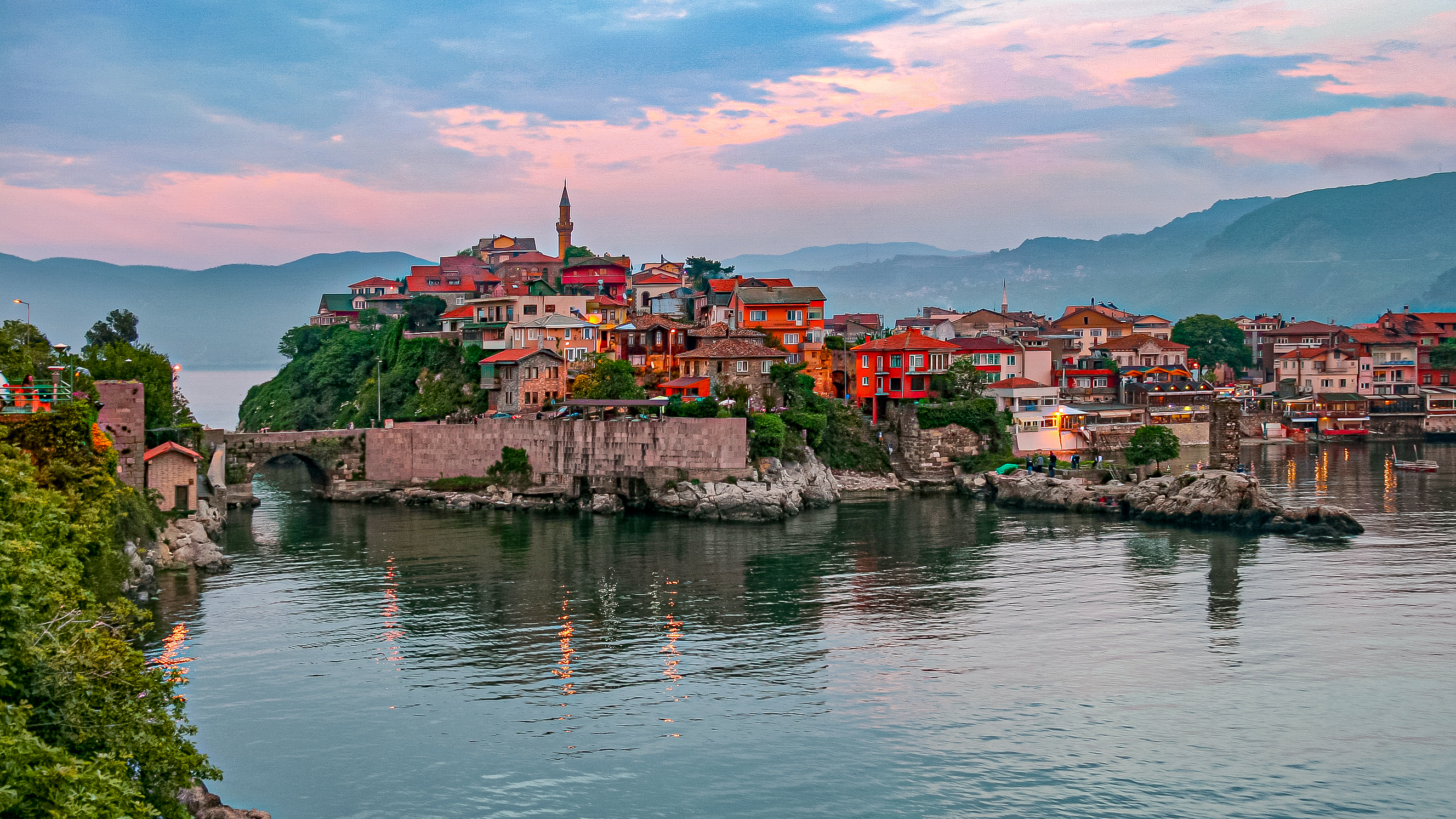
Amasra, Bartın
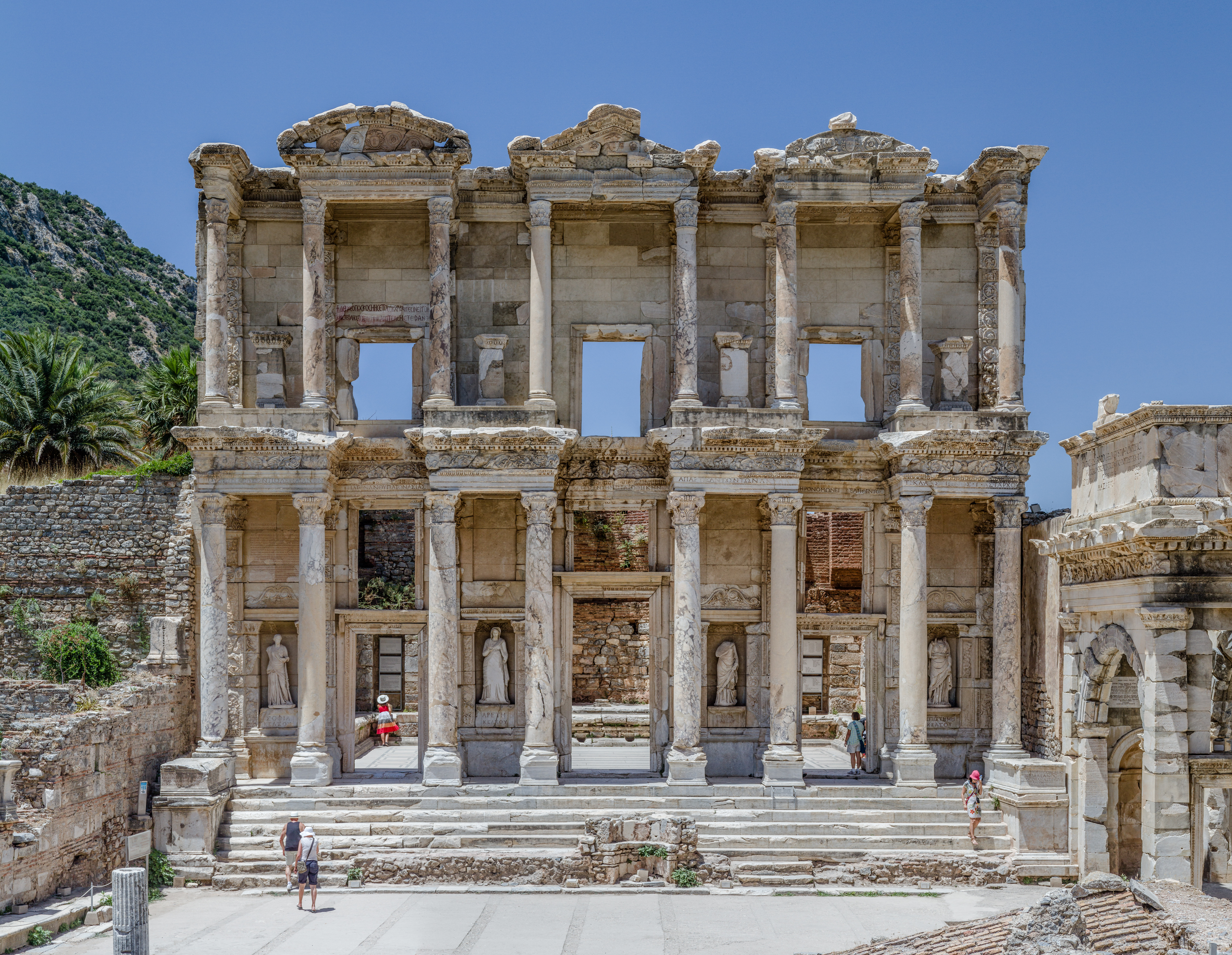
Ruinen von Ephesos
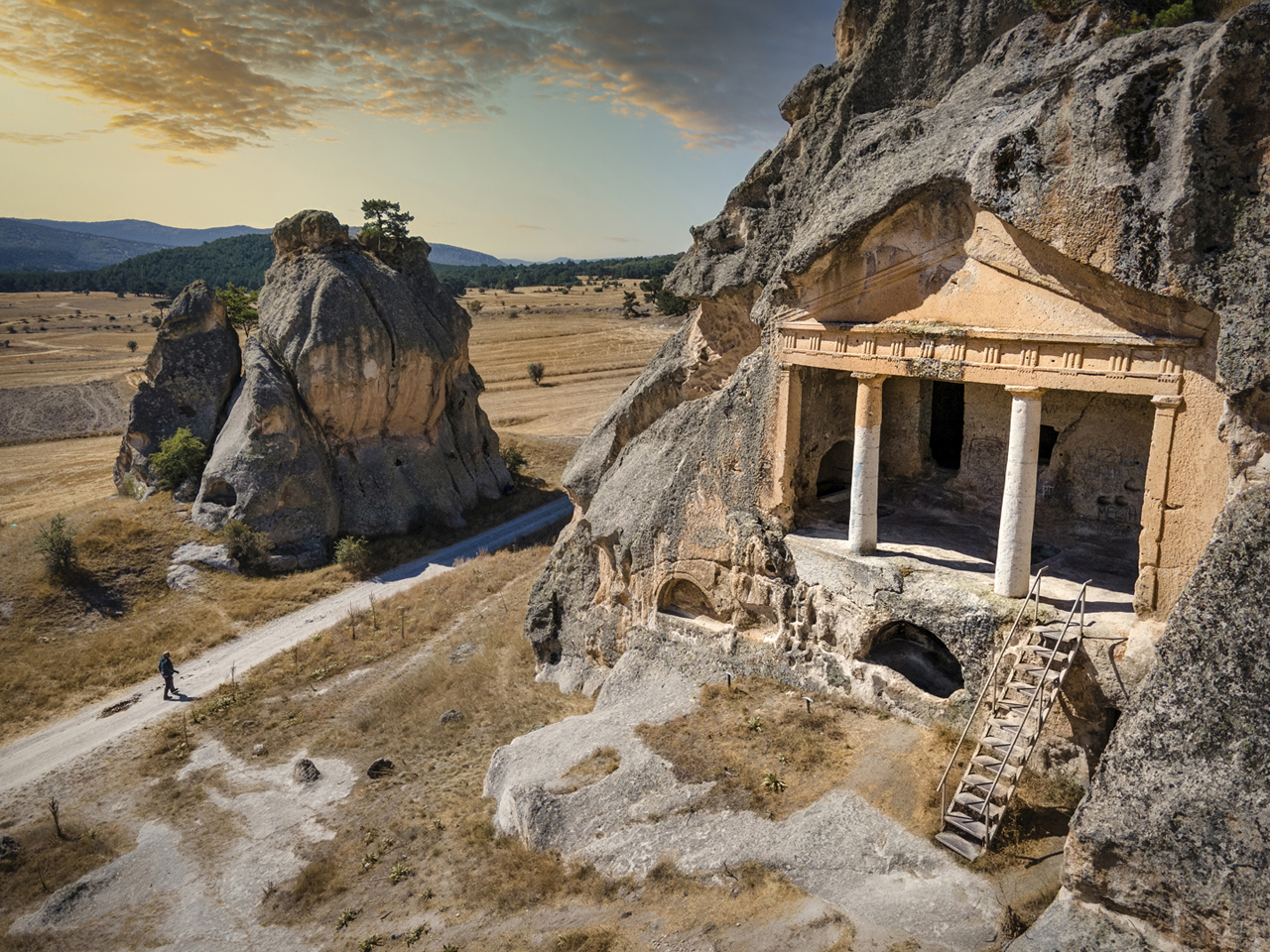
Überreste von Phrygien, Afyonkarahisar
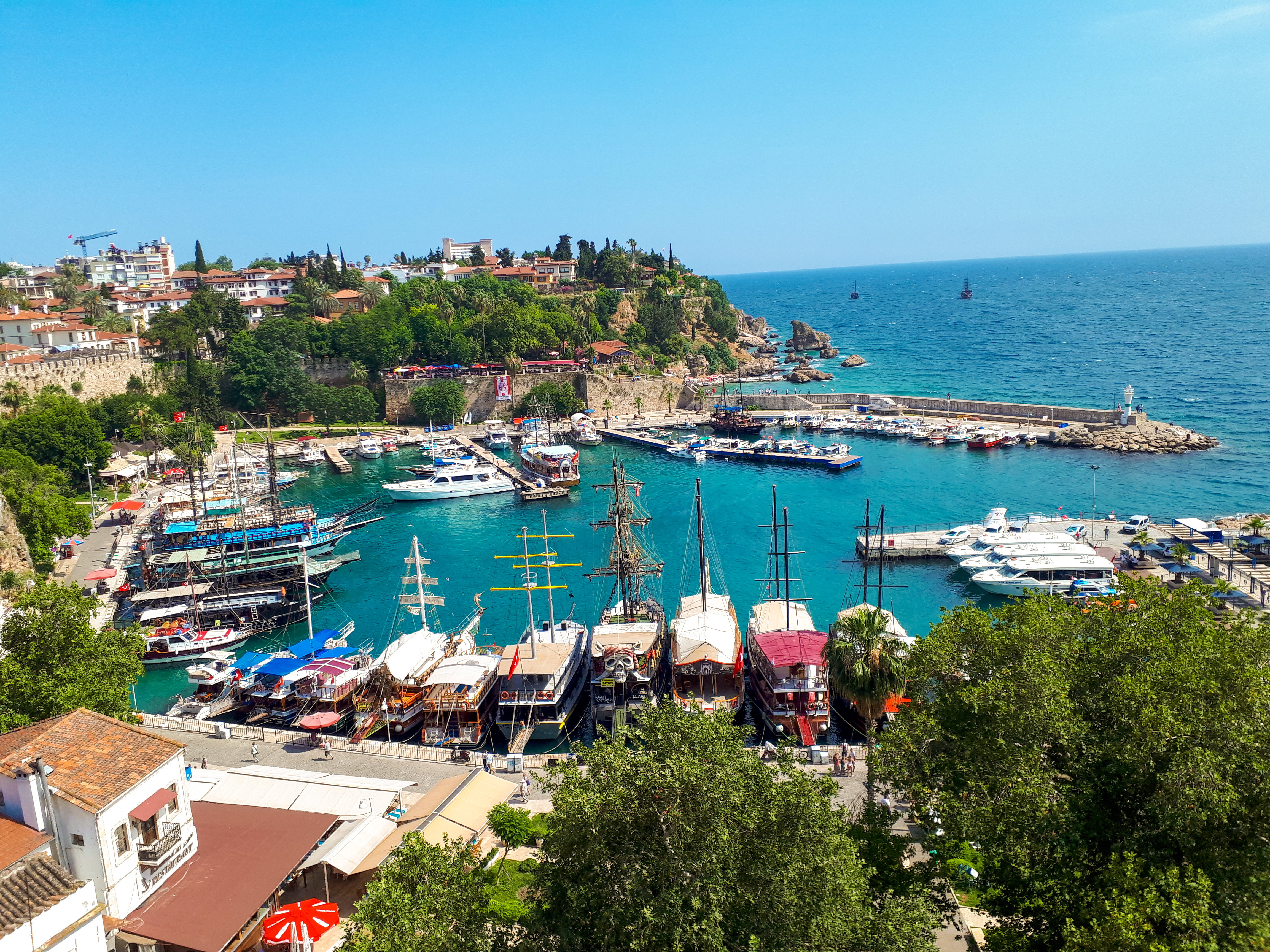
Kaleiçi, Antalya
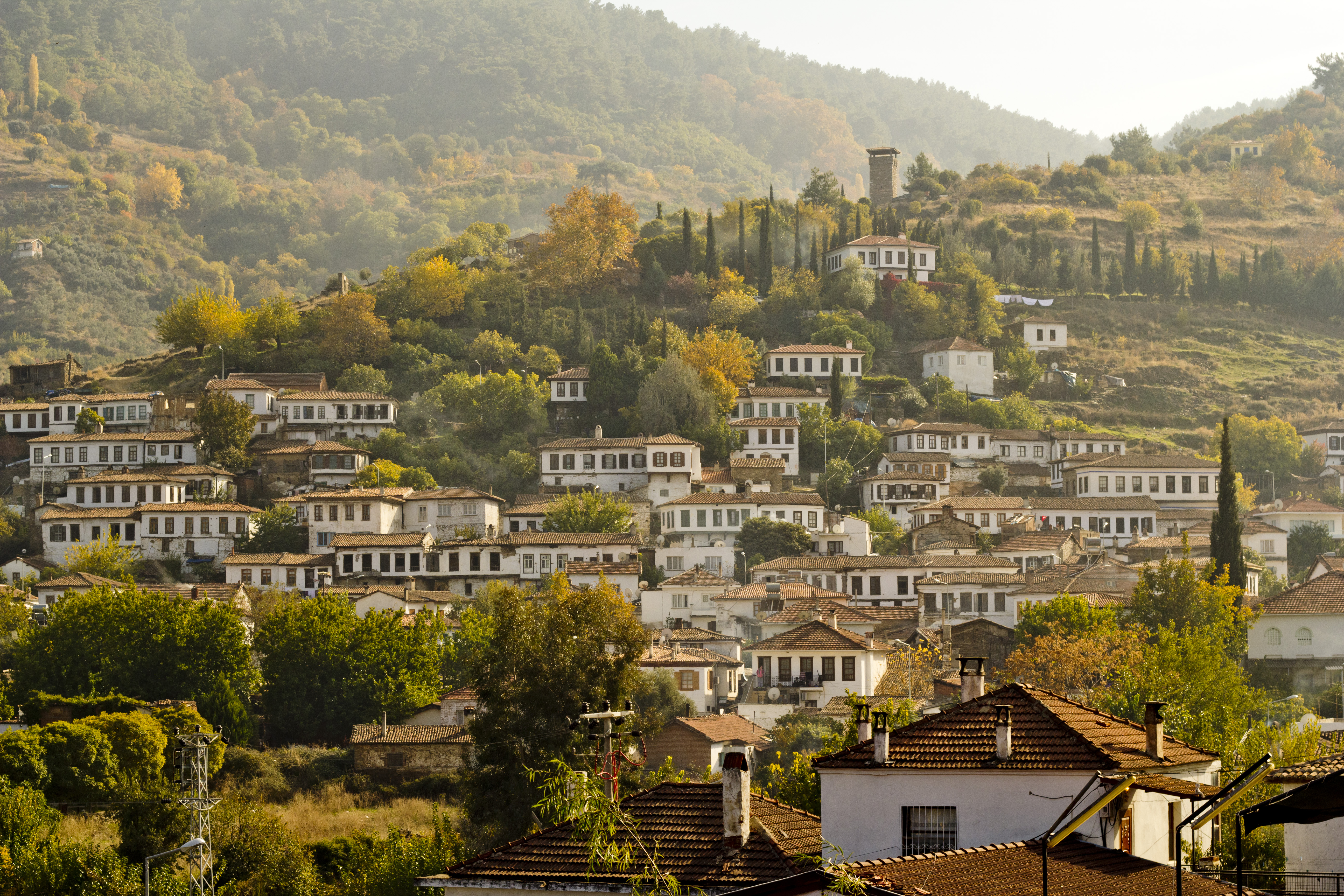
Şirince, Izmir
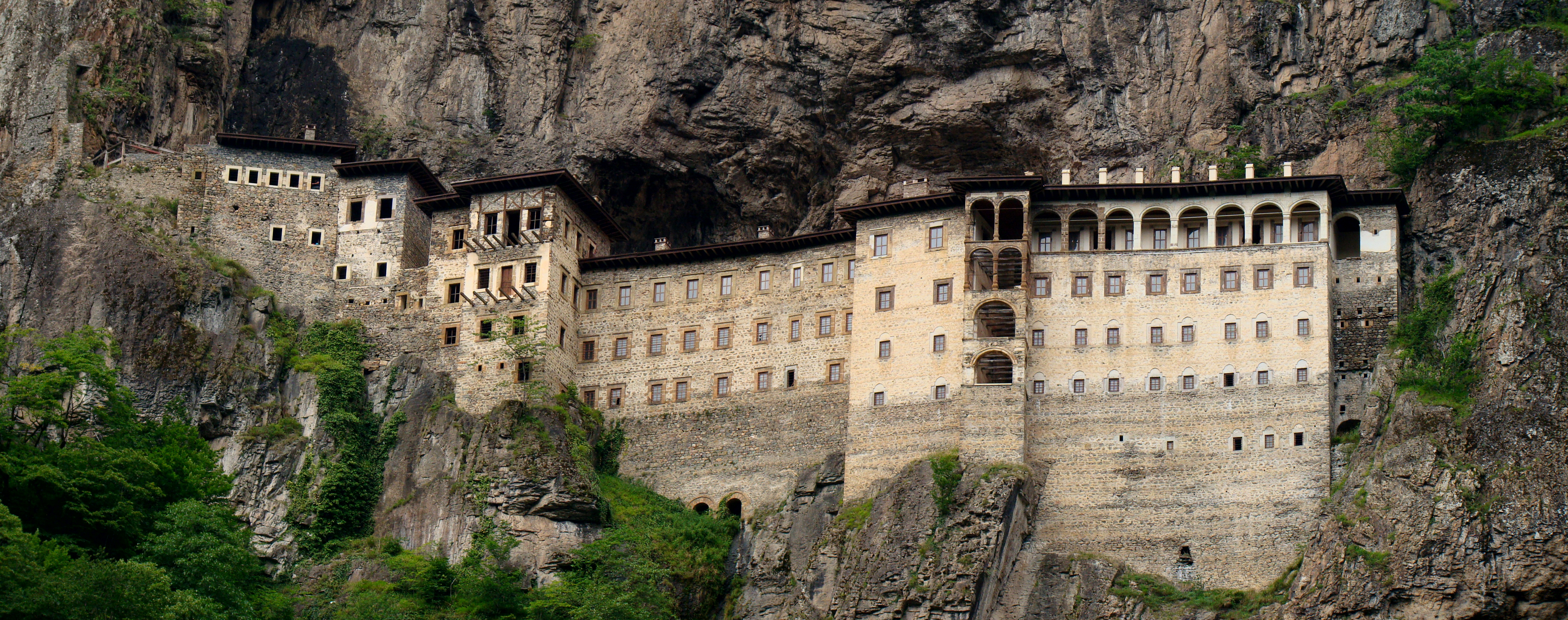
Kloste Sumela, Trabzon
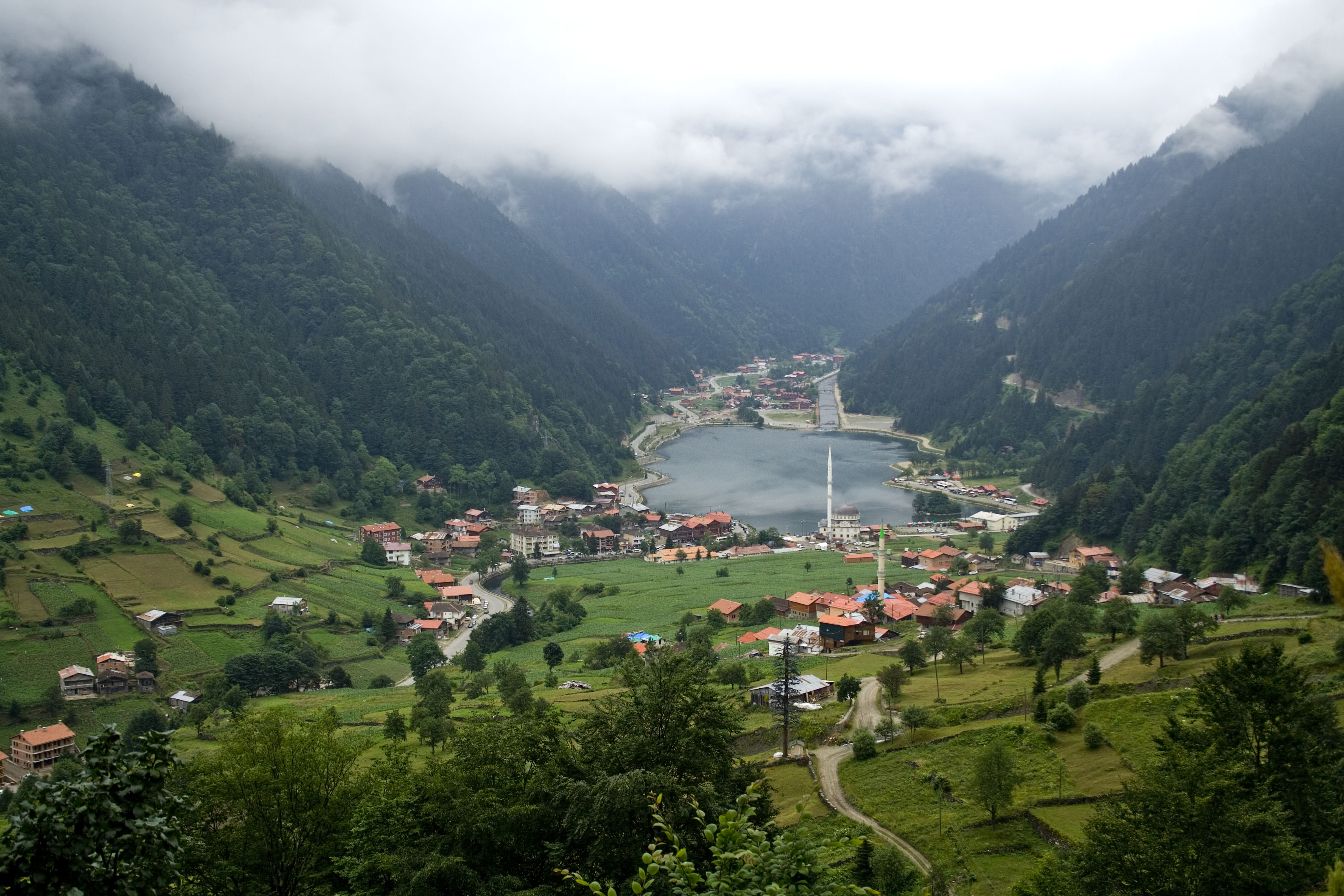
Uzungöl-See, Trabzon
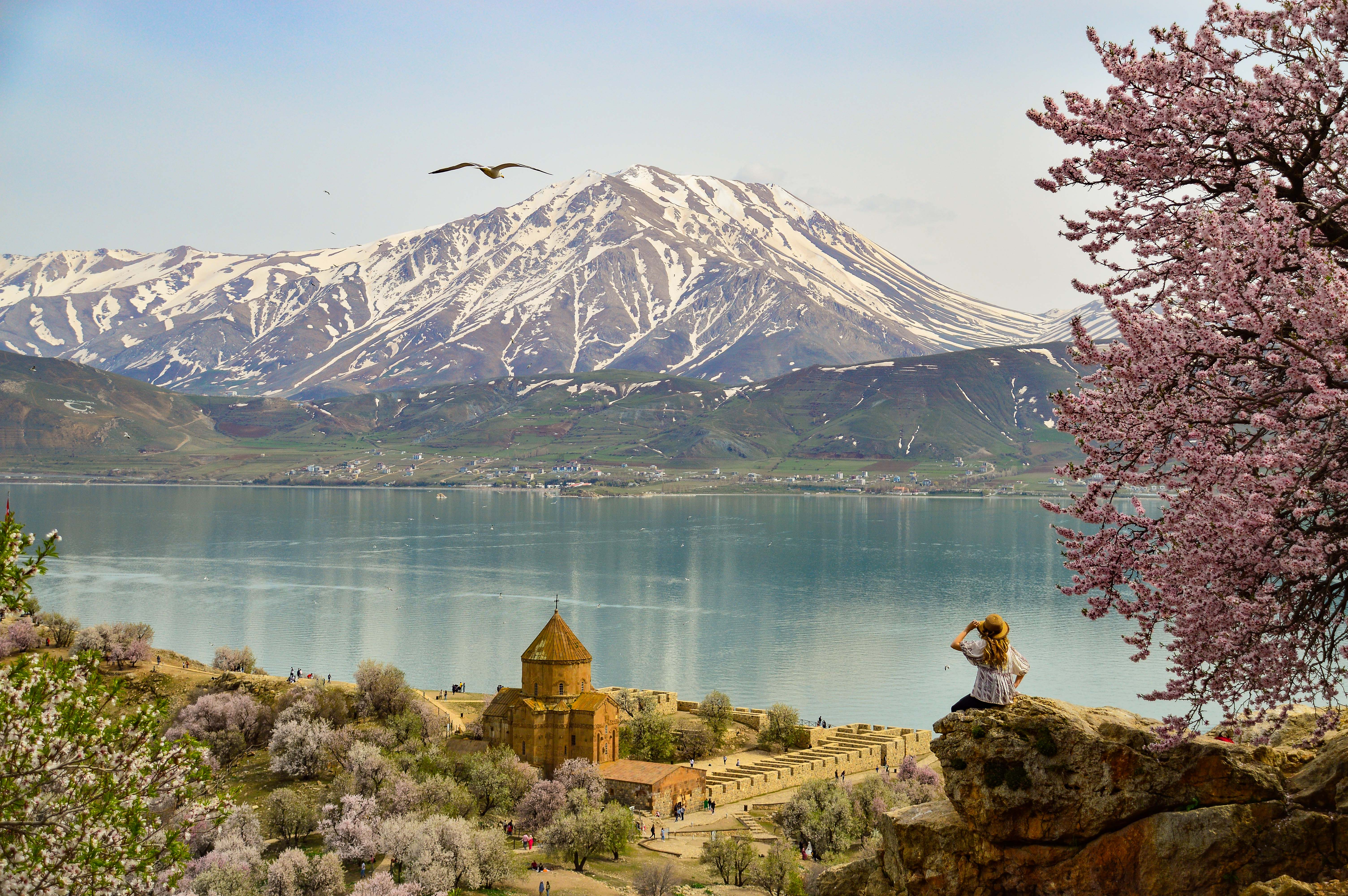
Vansee
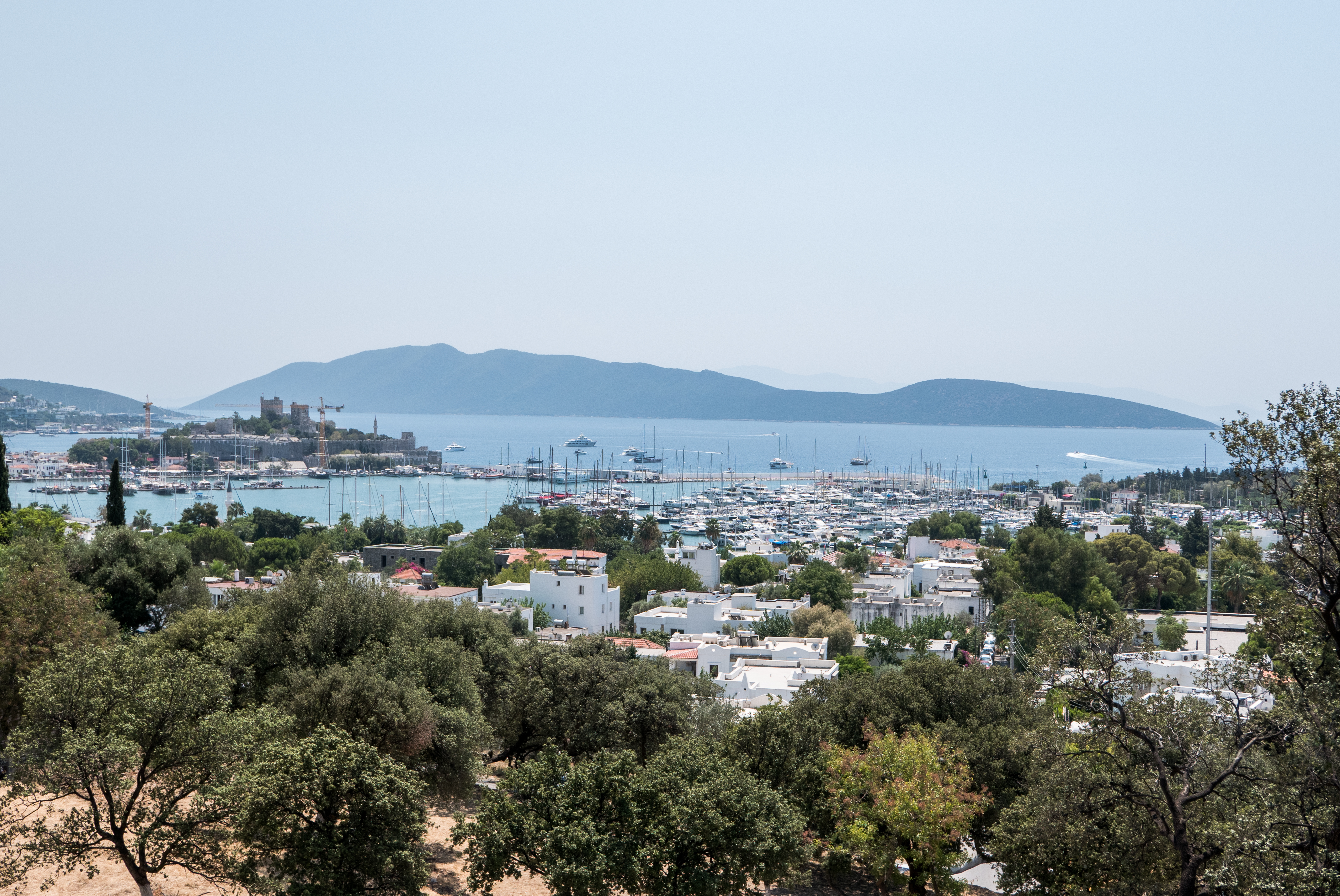
Bodrum